# Aleksandar Boljević
Aleksandar Boljević (Montenegrijns: Александар Бољевић) (Podgorica, 12 december 1995) is een Montenegrijns voetballer die bij voorkeur als aanvaller speelt. Hij debuteerde in november 2013 in het Montenegrijns voetbalelftal.

## Clubcarrière
Boljević debuteerde in 2011 als vijftienjarige in de Montenegrijnse nationale competitie als speler van FK Zeta. Hij speelde vervolgens twee seizoenen in het eerste elftal van de club, waarvoor hij 43 competitiewedstrijden speelde en daarin acht keer scoorde. Ook speelde Boljević met Zeta verschillende wedstrijden in de voorrondes van de Europa League, waaronder twee tegen PSV.
PSV haalde hem in januari 2014 voor een halfjaar op huurbasis naar Eindhoven, met een optie tot koop. Vijf maanden later tekende Boljević een driejarig contract bij PSV. Boljević sloot zich in eerste instantie aan bij de selectie van Jong PSV om daarmee uit te komen in de eerste divisie. Voor dit team debuteerde hij op 20 januari 2013, tegen De Graafschap. Zijn debuut voor de hoofdmacht van PSV volgde op zondag 21 september 2014. Die dag viel hij tijdens een competitiewedstrijd thuis tegen SC Cambuur in de 87ste minuut in voor Luciano Narsingh. PSV stond op dat moment met 4-0 voor, wat ook de eindstand was.
In 2016 tekende hij een contract bij de Belgische club Waasland-Beveren. In 2019 ging hij naar Standard Luik dat hem in januari 2021 voor een half seizoen verhuurde aan KAS Eupen.

### Clubstatistieken
| seizoen                       | club             | land       | competitie         | wed. | goals |
| ----------------------------- | ---------------- | ---------- | ------------------ | ---- | ----- |
| 2011/12                       | FK Zeta          | Montenegro | Eerste Liga        | 13   | 1     |
| 2012/13                       | FK Zeta          | Montenegro | Eerste Liga        | 30   | 7     |
| 2013/14                       | Jong PSV         | Nederland  | Jupiler League     | 16   | 3     |
| 2014/15                       | PSV              | Nederland  | Eredivisie         | 1    | 0     |
| 2014/15                       | Jong PSV         | Nederland  | Jupiler League     | 30   | 5     |
| 2015/16                       | Jong PSV         | Nederland  | Jupiler League     | 25   | 5     |
| 2016/17                       | Waasland-Beveren | België     | Jupiler Pro League | 30   | 1     |
| 2017/18                       | Waasland-Beveren | België     | Jupiler Pro League | 35   | 2     |
| 2018/19                       | Waasland-Beveren | België     | Jupiler Pro League | 33   | 4     |
| 2019/20                       | Standard Luik    | België     | Jupiler Pro League | 21   | 3     |
| 2020/21                       | Standard Luik    | België     | Jupiler Pro League | 6    | 0     |
| 2020/21                       | → KAS Eupen      | België     | Jupiler Pro League | 7    | 0     |
| 2021/22                       | Standard Luik    | België     | Jupiler Pro League | 0    | 0     |
| Totaal                        | Totaal           | Totaal     | Totaal             | 247  | 31    |
| Bijgewerkt t/m 17 april 2021. |                  |            |                    |      |       |

## Interlandcarrière
Boljević debuteerde op 17 november 2013 voor Montenegro in een oefeninterland tegen Luxemburg. Hij speelde de laatste zeventien minuten mee in de wedstrijd, die Montenegro met 1-4 won.

## Erelijst
- Montenegrijns talent van het jaar (gedeeld): 2012
- Eredivisie 2014/15